# Jagdgeschwader 52
Il Jagdgeschwader 52 (JG 52 - 52º stormo caccia) fu un reparto aereo della Luftwaffe, l'aeronautica militare tedesca, attivo dal 1939 al 1945. Con oltre 9 000 vittorie accreditate nel corso della seconda guerra mondiale, è lo stormo di maggior successo della storia. Tra le sue file volarono i tre maggiori assi dell'aviazione mondiale, Erich Hartmann, Gerhard Barkhorn e Günther Rall. L'unico tipo di velivolo impiegato dallo stormo fu il Messerschmitt Bf 109.

## Storia

### Fronte occidentale
Nelle prime fasi della guerra il JG 52 fu coinvolto nei combattimenti aerei della campagna di Francia e della battaglia d'Inghilterra. Inizialmente era composto di due soli gruppi caccia (Gruppe), quando la maggior parte dei Jagdgeschwader erano di tre gruppi caccia. Ogni gruppo consisteva di 3-4 squadriglie (Staffeln) di 12-16 aerei, nonché il necessario personale di supporto a terra. I risultati conseguiti dal JG 52 durante queste prime offensive furono poco significativi. Alla fine del 1940, l'unità aveva accumulato 177 vittorie, ma aveva subito perdite elevate; 53 piloti uccisi o prigionieri di guerra nella sola battaglia d'Inghilterra.

### Fronte orientale

#### Operazione Barbarossa
Fu solo con l'inizio dell'operazione Barbarossa, quando il JG 52 fu trasferito a est, che le vittorie dello stormo iniziarono a crescere in maniera consistente. Dal 1941 al 1944 il JG 52 fu basato principalmente in Ucraina e nella parte meridionale e centrale del fronte orientale, a supporto dell'Heeresgruppe Süd. La vittoria nº 500 fu raggiunta il 7 settembre 1941. Di queste, 323 furono ottenute sul fronte orientale.
Inizialmente il I./JG 52 (I gruppo del JG 52), il primo dei tre gruppi caccia del JG 52, fu mantenuto a guardia delle coste del Nord Europa, mentre il II./JG 52 fu distaccato presso il JG 27, ottenendo 270 vittorie nei primi mesi dell'offensiva. Il III./JG 52 fu il gruppo distaccato più a sud di tutta la Luftwaffe, sulle coste del Mar Nero, dove le operazioni aeree in quel momento erano molto limitate. Durante il 1941-1942, con la Luftwaffe in costante offensiva contro il gran numero di forze sovietiche, mal equipaggiate e mal addestrate, i piloti del JG 52 riuscirono ad innalzare notevolmente il numero di vittorie. Nel solo periodo tra il 22 giugno e il 5 dicembre 1941, il gruppo abbatte 881 aerei sovietici, contro soli 49 aerei persi in combattimento e 5 distrutti a terra.
All'inizio del 1942 il JG 52, congiuntamente al JG 3, fornì supporto aereo lungo il vasto settore meridionale del fronte orientale. Una misura del successo del JG 52 nel corso del 1942 furono le oltre venti Croci di Cavaliere della Croce di Ferro, di cui sette con Fronde di Quercia, consegnate agli assi dello stormo. L'8 maggio 1942 il JG 52 raggiunse quota 1.500 vittorie, che entro il 3 giugno diventarono 2.000.

#### L'offensiva del Caucaso e Stalingrado

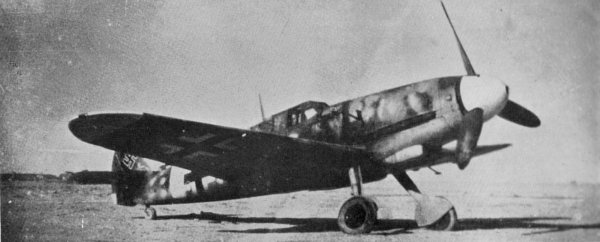
Un Bf 109 G Gustav

A metà del luglio 1942 i piloti del JG 52, in quel momento impegnati a supportare l'offensiva tedesca nel Caucaso, iniziarono a ricevere il nuovo Bf 109 G Gustav. Il I./JG 52 nel frattempo era diventato un gruppo caccia ad alta mobilità, e veniva chiamato ovunque servisse in tempi brevissimi copertura aerea, facendo la spola tra Kerč' ed il Mar Nero, fino al fronte di Mosca. Nel solo settembre 1942 il I./JG 52 fu raggiunto da oltre settecento richieste di intervento. Anche se il JG 52 non fu direttamente coinvolto nella battaglia di Stalingrado, tra l'agosto e il settembre 1942 il III./JG 52 fu impiegato nell'offensiva che tentò di prendere i campi petroliferi nel sud del Caucaso, mentre il II./JG 52 supportò la 4. Panzerarmee (4ª armata corazzata) nel tentativo di sfondare il fronte. Il 10 dicembre 1942 lo stormo raggiunse le 4.000 vittorie. Il primo semestre del 1943 vide il reparto impegnato tra lo Stretto di Kerč e la Crimea. A metà marzo il II./JG 52 e il III./JG 52 avevano il compito fondamentale di proteggere la ritirata della 17ª armata. Il 20 aprile 1943, ad opera dell'Hauptmann (capitano) Günther Rall, lo stormo ottenne la vittoria numero 5.000.

#### L'offensiva di Kursk
Il I. e il II./JG 52 si trasferirono in Ucraina nel luglio 1943, in preparazione della massiccia offensiva di Kursk. L'Hauptmann Johannes Wiese del II./JG 52 rivendicò dodici vittorie in una sola giornata. I piloti sovietici nel frattempo avevano ricevuto una nuova generazione di caccia, comprendente lo Yakovlev Yak-9 e il Lavochkin La-5 nella versione "La-5FN", ed avevano migliorato le loro tattiche di combattimento, tanto che il bilancio di abbattimenti di veterani della Luftwaffe iniziò a salire.

### In difesa

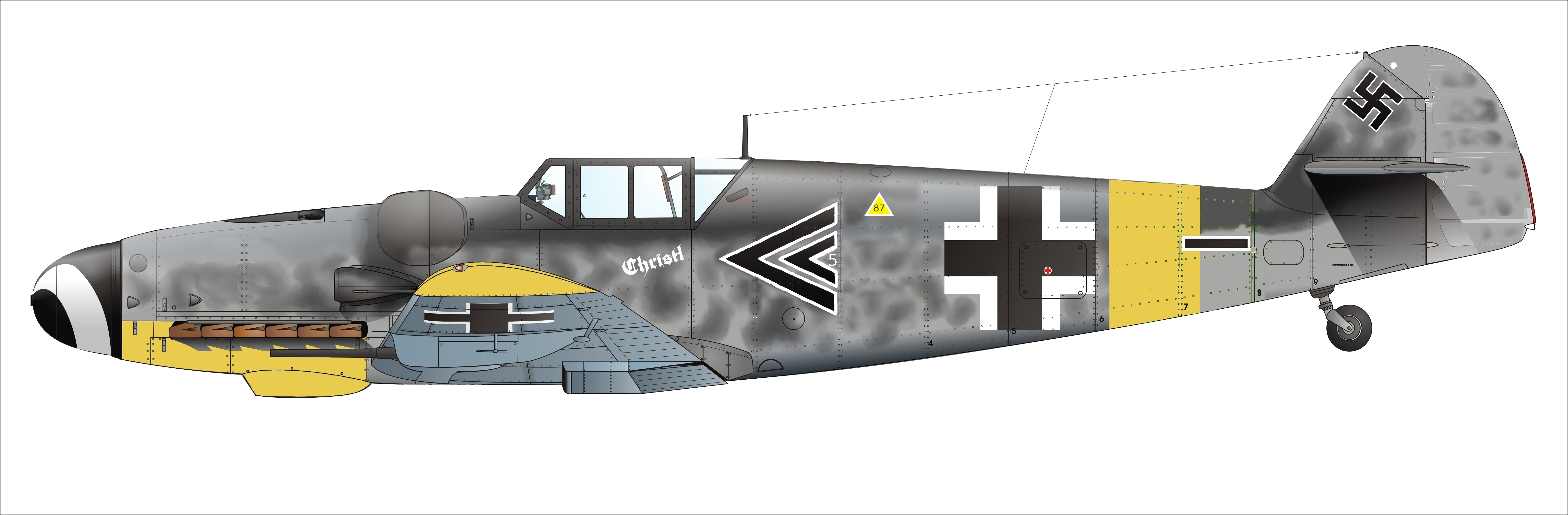
Il Bf 109 G6 di Gerhard Barkhorn con le insegne del II/JG 52

Col ritiro del JG 3 nell'agosto 1943, il JG 52 rimase l'unico stormo completo a combattente sul fronte orientale. Costantemente in movimento, l'unità operava su piste di atterraggio temporanee o improvvisate, causa la rapida contrazione della prima linea, sempre col pericolo di venire raggiunti dalle truppe corazzate sovietiche.
Nel novembre 1943 la caduta di Kiev minacciò la stabilità dell'intero settore meridionale del fronte orientale, e il JG 52 fu chiamato interamente a sostenere le difese. Nella regione di Uman' il III./JG 52 registrò 50 vittorie in 60 giorni, raggiungendo le 3.500 vittorie complessive al 21 marzo 1944. Alla fine del mese il III./JG 52 fu trasferito in Polonia. Le ultime truppe tedesche lasciarono la Crimea nel maggio 1944, il II./JG 52 si ritirò una settimana prima. L'artiglieria e i raid aerei causarono una perdita di aerei costante. Il gruppo si ritirò in Romania poco dopo. In questa fase apparvero nuovi avversari, difatti il 15th Expeditionary Mobility Task Force dell'USAAF (l'aeronautica militare dell'esercito degli Stati Uniti) iniziò a bombardare i campi petroliferi di Ploiești. Durante le sei settimane di combattimenti, il JG 52 abbatté circa quindici velivoli statunitensi, ma nel contempo l'organico del II./JG 52 era sceso a soli nove velivoli operativi.
Con l'invasione della Normandia in corso, tre squadriglie del JG 52 furono trasferite sul fronte occidentale. Nel corso dell'anno furono attivati nuove squadriglie, così che ognuno dei tre gruppi poteva contare su quattro squadriglie. Il III./JG 52, assieme ad elementi del JG 51, fu inviato a supportare l'Heeresgruppe Mitte. Nella primavera del 1945, il I. e il III./JG 52 furono di stanza in Cecoslovacchia, mentre il II./JG 52 in Austria. Sebbene alla fine della seconda guerra mondiale in Europa i gruppi si arresero alle forze statunitensi, molti membri del I. e del III./JG 52 furono consegnati all'esercito sovietico. Sottoposti a processo, molti scontarono lunghe pene detentive nelle carceri sovietiche.
Al termine della guerra il JG 52 aveva accumulato oltre 9 000 vittorie, a fronte di 678 piloti rimasti uccisi in combattimento. Il reparto produsse anche i tre maggiori assi della storia dell'aviazione, ovvero Erich Hartmann, 352 vittorie (di cui 345 ottenute sul fronte orientale), Gerhard Barkhorn, 301 vittorie e Günther Rall, 275 vittorie.

## Contingenti stranieri
Il JG 52 integrò al suo interno anche contingenti di altri paesi dell'Asse. Il 13.JG 52, squadrone composto da piloti cecoslovacchi su Bf 109 G, registrò 215 vittorie sul fronte orientale nel 1943. Il 15.JG 52, che servì periodicamente nel JG 52 tra l'ottobre 1941 e la metà del 1944, era composto da piloti croati della Hrvatska Zrakoplovna Legija, unità composta da volontari dello Stato Indipendente di Croazia, ed ottenne più di 300 vittorie in oltre 5.000 missioni.

## Decorazioni individuali
A piloti del JG 52 furono assegnate:
- 57 Croci di Cavaliere della Croce di Ferro
- 15 Croci di Cavaliere con Fronde di Quercia
- 7 Croci di Cavaliere con Fronde di Quercia e Spade
- 2 Croci di Cavaliere con Fronde di Quercia, Spade e Diamanti

## Comandanti

### Kommodore (comandanti di stormo)
- Major Hubertus Merhardt von Bernegg (19 agosto 1939 - 18 agosto 1940)
- Major Hanns Trübenbach (19 agosto 1940 - 10 ottobre 1941)
- Major Wilhelm Lessmann (15 ottobre 1941 - 2 giugno 1942)
- Oberstleutnant Friedrich Beckh (3 giugno 1942 - 21 giugno 1942)
- Major Herbert Ihlefeld (22 giugno 1942 - 28 ottobre 1942)
- Oberstleutnant Dietrich Hrabak (1º novembre 1942 - 30 settembre 1944)
- Oberstleutnant Hermann Graf (1º ottobre 1944 - 8 maggio 1945)

### Gruppenkommandeur (comandanti di gruppo)

#### I./JG 52
- Hauptmann Dietrich Graf von Pfeil und Klein-Ellguth (1º novembre 1939 - 21 novembre 1939)
- Hauptmann Siegfried von Eschwege (1º dicembre 1939 - 26 agosto 1940)
- Hauptmann Wolfgang Ewald (27 agosto 1940 - 24 maggio 1941)
- Hauptmann Karl-Heinz Leesmann (25 maggio 1941 - 6 novembre 1941)
- Oberleutnant Carl Lommel (6 novembre 1941 - ?)
- Hauptmann Helmut Bennemann (14 giugno 1942 - 12 novembre 1943)
- Hauptmann Johannes Wiese (11 maggio 1943 - 12 novembre 1943)
- Hauptmann Johannes Wiese (13 novembre 1943 - 20 maggio 1944)
- Hauptmann Adolf Borchers (11 giugno 1944 - 31 gennaio 1945)
- Hauptmann Erich Hartmann (1º febbraio 1945 - 8 maggio 1945)

#### II./JG 52
- Hauptmann Hans-Günther von Kornatzki (1º settembre 1939 - 26 agosto 1940)
- Hauptmann Wilhelm Ensslen (27 agosto 1940 - 2 novembre 1940)
- Hauptmann Erich Woitke (3 novembre 1940 - 28 febbraio 1942)
- Hauptmann Johannes Steinhoff (1º marzo 1942 - 24 marzo 1943)
- Hauptmann Helmut Kühle (25 marzo 1943 - 31 agosto 1943)
- Hauptmann Gerhard Barkhorn (1º settembre 1943 - 15 gennaio 1945)
- Hauptmann Helmut Lipfert (1º giugno 1944 - ? ottobre 1944)
- Hauptmann Erich Hartmann (16 gennaio 1945 - 31 gennaio 1945)
- Hauptmann Wilhelm Batz (1º febbraio 1945 - 8 maggio 1945)

#### III./JG 52
- Hauptmann Wolf-Heinrich von Houwald (1º marzo 1940 - 24 luglio 1940)
- Major Alexander von Winterfeldt (1º agosto 1940 - 6 ottobre 1940)
- Major Gotthard Handrick (7 ottobre 1940 - 22 giugno 1941)
- Major Albert Blumensaat (23 giugno 1941 - 30 settembre 1941)
- Major Hubertus von Bonin (1º ottobre 1941 - 5 luglio 1943)
- Hauptmann Günther Rall (6 luglio 1943 - 18 aprile 1944)
- Major Wilhelm Batz (19 aprile 1944 - 31 gennaio 1945)
- Hauptmann Adolf Borchers (1º febbraio 1945 - 8 maggio 1945)